# Scan 7
Scan 7 est un collectif américain de techno de Détroit, originaire de Détroit, dans le Michigan. Considéré comme « mystérieux » par la presse spécialisé, il est formé par Lou Robinson (alias Trackmaster Lou), et produit pour le label Underground Resistance.

## Historie
Scan 7 est un projet musical de Lou Robinson (alias Trackmaster Lou), formé vers la fin des années 1980, qui fait ses débuts sur le label Underground Resistance en 1993 avec l'album Black Moon Rising, sur lequel Mad Mike Banks collabore. Après cette référence, Scan 7 continue à publier ses morceaux de techno sombre et intense sur les labels références du style, tels que Underground Resistance ou Tresor. La quatrième sortie de l'énigmatique et exclusive série Somewhere in Detroit est publiée par ce dernier.
Sur scène, le groupe apparaît toujours vêtu de noir et se couvre le visage pour ne pas être identifié et préserver son anonymat, plaçant la musique au-dessus du créateur. Les collaborateurs réguliers du combo sont Kris Harris et Anthony Horton. La voix féminine se fait appeler One of Seven. En 2000, ils jouent en live au Detroit Electronic Music Festival.

## Discographie
- 1993 : Black Moon Rising (Underground Resistance)
- 1995 : Undetectible EP (12", EP) (Underground Resistance)
- 1996 : Dark Territory (album) (Tresor)[4]
- 1998 : Beyond Sound (Tresor)
- 1999 : Resurfaced (album) (Tresor)
- 2001 : Home Soil (vinyle) (End to End)
- 2001 : I Am from Detroit (Elypsia)
- 2003 : Final Destiny / Transit (12") (F Communications, PIAS)
- 2004 : Rare Mix (CD, Promo, Ltd) (Cratesavers Muzik)
- 2004 : The Result EP (12", EP) (BTRAX Records)
- 2005 : No One Listens to Techno (Cratesavers Muzik)
- 2007 : Dark Days / Bright Nights EP (12", EP) (8311 Music)
- 2007 : The Aura EP (12", EP) (Cratesavers Muzik)
- 2007 : Way of the Se7en (12", EP) (Cratesavers Muzik)
- 2007 : You Have the Right (2007 Remixes) (2x vinyle) (Cratesavers Muzik)
- Invisible Thoughts EP (12", EP) (Somewhere in Detroit)